# Bilytske
Belitskoïe
Bilytske (en ukrainien : Білицьке) ou Belitskoïe (en russe : Белицкое) est une ville minière de l'oblast de Donetsk, en Ukraine. Sa population s'élevait à 9 000 habitants en 2024 .

## Géographie
Bilytske est située à 67 km au nord-ouest de Donetsk. Elle se trouve au bord de la rivière Vodianaïa (affluent du Byk dans le bassin du Dniepr). Le village de Vodianskoïé lui est adjoint.

## Histoire
Les terres appartenaient autrefois au propriétaire terrien Krassine qui les a vendues à plusieurs paysans formant ainsi un khoutor en 1909. Ils font venir plusieurs familles de paysans russes.
La ville a été fondée en 1909 comme petit village sous le nom de Belitskoïé. Le projet de construire une ville de 15 000 habitants pour loger les mineurs des futures mines de charbon est concrétisé en 1951. La ville se construit à partir de 1953 avec la mise en exploitation de mines de charbon et la population venue de toute l'URSS (soldats démobilisés, jeunesse du komsomol, etc.) augmente très rapidement. Elle devient une commune urbaine en 1956. Elle a le statut de ville depuis 1966.

## Population
Recensements (*) ou estimations de la population :
| 1959* | 1970*  | 1979*  | 1989*  |
| ----- | ------ | ------ | ------ |
| 7 966 | 13 563 | 11 595 | 11 591 |

| 2001*  | 2011  | 2012  | 2013  |
| ------ | ----- | ----- | ----- |
| 10 093 | 8 783 | 8 671 | 8 691 |

## Sport
La ville possède un palais des sports, un stade, un club sportif (Fortouna, ancien club de l'usine de pain), etc.

## Religion
La majorité de la population est de culte orthodoxe (patriarcat de Moscou) avec deux lieux de culte: l'église Sainte-Alexandra et la chapelle Sainte-Barbe. Il existe aussi une minorité protestante évangéliste apparue après la chute de l'URSS.